# Sierra de la Estrella (subregión)
La Serra da Estrela es una subregión estadística portuguesa, parte de la Región Centro y del Distrito de Guarda. Limita al norte con el Dão-Lafões, al este con la Beira Interior Norte, al sur con la Cova da Beira y al oeste con el Pinhal Interior Norte. Área: 872 km². Población (2001): 49.896. 
Comprende tres concelhos:
- Fornos de Algodres
- Gouveia
- Seia

- Datos: Q920673
- Multimedia: Serra da Estrela / Q920673